# Pontpoint
Pontpoint è un comune francese di 3 104 abitanti situato nel dipartimento dell'Oise della regione dell'Alta Francia.

## Società

### Evoluzione demografica
Abitanti censiti